# Vympel R-60

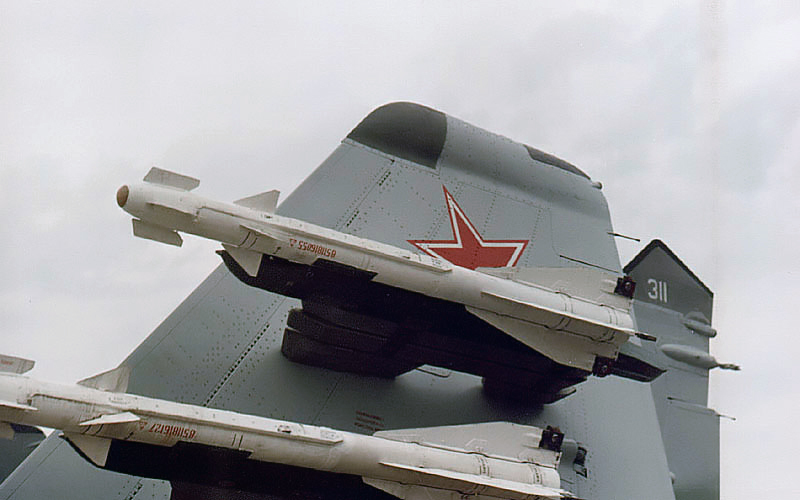
Dvě rakety R-60 na MiGu-29

Molnija (později Vympel) R-60 (v kódu NATO AA-8 „Aphid“) je sovětská tepelně naváděná raketa vzduch-vzduch krátkého dosahu.
Práce na střele začaly na konci 60. let pod označením K-60 (izdělije 62). Sériová výroba začala v roce 1973 a do služby vstoupila pod označením R-60 (kód NATO „Aphid-A“).
Ve své době byla R-60 jednou z nejlehčích raket typu vzduch-vzduch na světě o hmotnosti 44 kg. Má infračervené navádění s nechlazenou vyhledávací hlavicí Komar. V roce 1974 byly první exempláře dodány sovětskému letectvu. Jejich dosah je 0,5 až 10 kilometrů. U některých verzí je hlavice zjevně vybavena ochuzeným uranem o hmotnosti asi 1,6 kg, aby se zvýšila penetrace hlavice.
Původně byla vyvíjena pro MiG-23, ale neobvykle malá a lehká infračerveně naváděná raketa se uplatnila jako ochrana útočných letounů (např. MiG-27, Su-24, Su-25) a vrtulníků. Stíhací letadla jsou ji vybavena pouze jako doplňkovou výzbrojí.
V současnosti je hlavní ruskou raketou pro manévrový vzdušný souboj R-73 (AA-11 „Archer“), ale velké množství raket R-60 nadále zůstává ve službě.